# Стефан IV (господарь Молдовы)

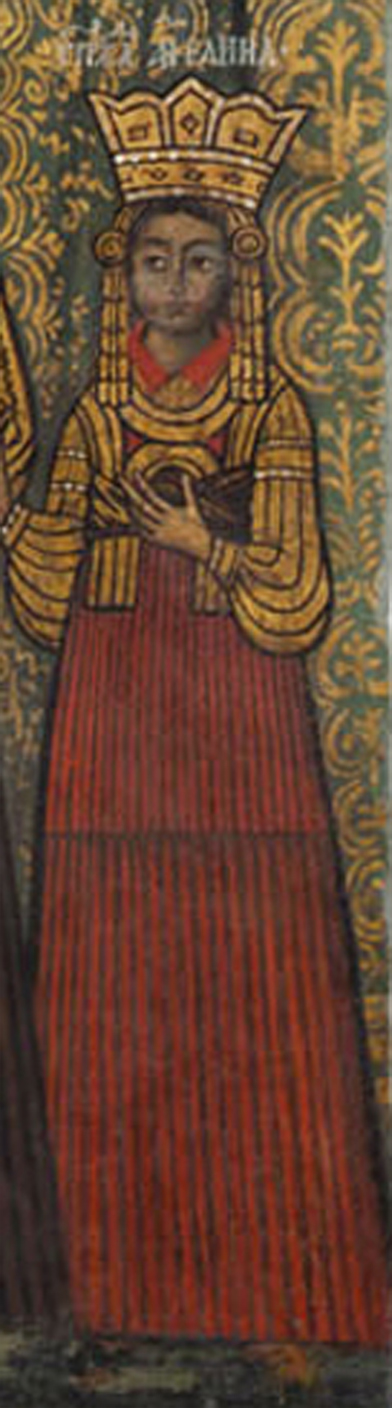
Стана Валахская, жена Стефана IV.

Стефан IV (молд. Штефан IV, Штефэницэ, Стефэницэ; 1506 — 1527) — господарь Молдавского княжества (господарства), с 1517 года по 1527 год.
Стефан сын Богдана III. В некоторых источниках он указан как Стефан Младший.

## История
Стал господарём в очень юном возрасте, вследствие чего вошёл в историю под уменьшительным именем Штефэницэ. Штефэницэ правил Молдавским княжеством (господарством) в 1517—1527 годах. Иногда считается[кем?], что он был четвёртым молдавским господарём, носящим имя Стефана. Дата его рождения остаётся неопределённой. Он был выбран господарем Молдавии после смерти отца, несмотря на крайне юный возраст. Точные обстоятельства перехода управления государством от Богдана к сыну неизвестны. Коронование юного господаря состоялось через пять дней после смерти его отца, но возможно, что были некоторые волнения.
Это правление длилось десять лет (1517—1527), в два этапа, разделённые 1522—1523 годами. В течение первых шести лет правления регентом Штефэницэ был портар Сучавы Лука Арборе. В этот период была продолжена политическая линия, унаследованная от Богдана III и охраняемая боярами Господарского совета, некоторые из которых верой и правдой служили и Стефану III Великому.
В августе 1518 года Арборе заключил молдаво-польскую конвенцию, установившую мир между двумя державами. Нападение же татар на Молдавское княжество было отражено под командованием ворника Петря Карабэца.
В 1523 году в результате дворцовых интриг Штефэницэ, упрямый и несдержанный по характеру, приказал обезглавить своего советника Луку Арборе и его сыновей. Крупные бояре восстали против господаря, но Стефан подавил восстание. Оставшись без советников, ещё очень юный правитель часто действовал необдуманно.
Правление Штефэницэ продолжилось под знаком жестокости, уничтожения многих влиятельных бояр. С 1523 года бояре стали покидать Молдавию, находя убежище в Польском королевстве, Трансильвании и Валахии. Старые сановники были отстранены от должностей. Возмущение бояр против «тирана» приняло форму организованного движения.
Штефэницэ вступил в конфликт с господарем Валахии Раду де ла Афумаць из-за политического соглашения, по которому Штефэницэ должен был взять в супруги Руксанду, дочь Нягое Басараба и Милицы Деспиной. Но в январе 1526 года она вступила в брак с Раду из Афумаць. Штефэницэ досталась Стана, другая дочь Нягое Водэ, на которой он не хотел жениться. В феврале 1526 году Штефэницэ напал на Валахию, опустошая и убивая, «внося страх в души людей».
В битве при Могаче, 29 августа 1526 года, роковой для христианского мира, молдавский господарь Стефан IV участия не принимал, несмотря на предъявленные к нему, как к вассалу Оттоманской империи, требования турецкого султана послать свои отряды против христиан.
Стефан дошёл до Тырговиште и потребовал у Раду де ла Афумаць выдать скрывающихся молдавских бояр. Тот выполнил требование, однако осенью и зимой 1526 года столкновения между Молдавским княжеством и Валахией продолжились. Последовали две молдаво-валахские битвы. В конце концов, конфликт был разрешён, и Штефэницэ женился на Стане.
Вернувшись больным из похода против Валахии, в январе 1527 года Штефэницэ Водэ умер в Хотине. Некоторые летописи говорят, что он был отравлен женой Станой, которая потом убежала в Валахию. Постригшись в монахини, Стана, с которой у Штефэницэ не было наследников, умерла в феврале 1531 года.